# Eberti Marques de Toledo
Eberti Marques de Toledo (* 1. März 1986 in Fernandópolis), auch bekannt als Catatau, ist ein ehemaliger brasilianischer Fußballspieler.

## Karriere
Catatau begann seine Karriere 2004 beim Erstligisten Guarani FC. Am Ende der Série A 2004 stieg der Verein in die zweite Liga ab. Sommer 2005 wechselte er zum türkischen Yeni Malatyaspor. 2006 kehrte er nach Brasilien zurück und unterschrieb einen Vertrag beim Zweitligisten Paysandu SC. Danach spielte er bei EC Santo André und Brasiliense FC. Sommer 2007 wechselte er zum japanischen Erstligisten Yokohama FC. Am Ende der J1 League 2007 stieg der Verein in die zweite Liga ab. 2008 kehrte er nach Brasilien zurück und unterschrieb einen Vertrag beim Erstligisten Portuguesa. Danach spielte er bei Mirassol FC, América FC (SP), Marília AC und Atlético Monte Azul.
+